# 사사키 다양체
미분기하학에서 사사키 다양체([佐々木] 多樣體, 영어: Sasakian manifold)는 그 위에 정의된 뿔이 켈러 구조를 갖춘 접촉 다양체이다.

## 정의
{\displaystyle (M,g)}가 리만 다양체라고 하자. 그렇다면 {\displaystyle M}의 리만 뿔(영어: Riemannian cone) {\displaystyle ({\hat {M}},{\hat {g}})}은 위상수학적으로 {\displaystyle M\times \mathbb {R} }이고, 다음과 같은 계량 텐서
{\displaystyle {\hat {g}}=\exp(2t)(g+dt^{2})}
를 갖춘 리만 다양체다.
{\displaystyle (M,g,\theta )}가 접촉 구조 {\displaystyle \theta }를 갖춘 리만 다양체라고 하자. {\displaystyle M}의 리만 뿔에는 다음과 같은 (국소적) 2차 미분형식이 존재한다.
{\displaystyle \exp(2t)(d\theta +2dt\wedge \theta )}
만약 이 미분형식이 모든 곳에 정의되고 켈러 구조를 이룬다면 {\displaystyle M}을 사사키 다양체라고 한다.

## 관련 개념
사사키-아인슈타인 다양체(영어: Sasaki–Einstein manifold)는 그 리만 뿔이 칼라비-야우 다양체를 이루는 사사키 다양체이다.:671,676
3-사사키 다양체(영어: 3-Sasakian manifold)는 그 리만 뿔이 초켈러 다양체를 이루는 사사키 다양체이다. 모든 3-사사키 다양체는 사사키-아인슈타인 다양체이며, 스핀 구조를 갖춘다.

## 예
코니폴드는 (실수) 6차원 칼라비-야우 다양체인데, 이는 5차원 사사키-아인슈타인 다양체 T1,1의 리만 뿔로 나타낼 수 있다. T1,1은  위상수학적으로 S2×S3이고, SU(2)×SU(2)×U(1) 등거리변환군을 가진다.
2004년에는 Yp,q라는 사사키-아인슈타인 다양체들이 발견되었다.:676 여기서 p와 q는 서로소 양의 정수이다. 이들은 위상수학적으로 S2×S3이고, SU(2)×U(1)×U(1) 등거리변환군을 가진다.
2005년에는 Lp,q,r1,…,rn−1이라는 (2n+1)차원 사사키-아인슈타인 다양체들이 발견되었다.:676 5차원의 경우, 이들은 위상수학적으로 S2×S3이고, U(1)×U(1)×U(1) 등거리변환군을 가진다.

## 역사
1960년에 사사키 시게오(일본어: 佐々木 重夫)가 정의하였다.

## 참고 문헌
- Boyer, Charles P.; Krzysztof Galicki (2008년 1월 24일). 《Sasakian Geometry》 (영어). Oxford University Press. doi:10.1093/acprof:oso/9780198564959.001.0001. ISBN 978-0-19-856495-9. MR 2382957.
- Martelli, Dario; James Sparks; Shing-Tung Yau (2008년 6월). “Sasaki–Einstein manifolds and volume minimisation”. 《Communications in Mathematical Physics》 (영어) 280 (3): 611–673. arXiv:hep-th/0603021. Bibcode:2008CMaPh.280..611M. doi:10.1007/s00220-008-0479-4. MR 2399609.
- Sparks, James. “Sasaki–Einstein manifolds” (영어). arXiv:1004.2461. Bibcode:2010arXiv1004.2461S. MR 2893680.
- Boyer, Charles P. (2008). “Sasakian geometry: the recent work of Krzysztof Galicki”. 《Note di Matematica》 (영어) 28 (Supplement 1): 63–105. arXiv:0806.0373. Bibcode:2008arXiv0806.0373B. doi:10.1285/i15900932v28n1supplp63. ISSN 1123-2536. MR 2640576.
- 山崎雅人 (2007년 7월 22일). “トーリック佐々木-Einstein多様体の理論の最近の進展” (PDF) (일본어).
- 기우항; 김영호 (2002). 《부분다양체론》. 대우학술총서 497. 서울: 아카넷. ISBN 978-89-89103-30-1.[깨진 링크(과거 내용 찾기)]